# Stazione di Fiesole-Caldine
La stazione di Fiesole-Caldine è una stazione ferroviaria della linea Faentina a servizio della frazione di Caldine, nel comune di Fiesole.

## Storia
La stazione fu aperta al servizio pubblico nel 1892, due anni dopo il tratto Firenze-Borgo San Lorenzo della Faentina che fu completata solo nel 1893.
La stazione fu dotata di una struttura in legno in quanto il fabbricato viaggiatori in muratura fu edificato nel 1934.
A causa dei danni subiti dalla linea ferroviaria fra Firenze e Borgo San Lorenzo, nel secondo dopoguerra il servizio fu sospeso. La stazione riaprì al servizio pubblico il 9 gennaio 1999.

## Strutture e impianti

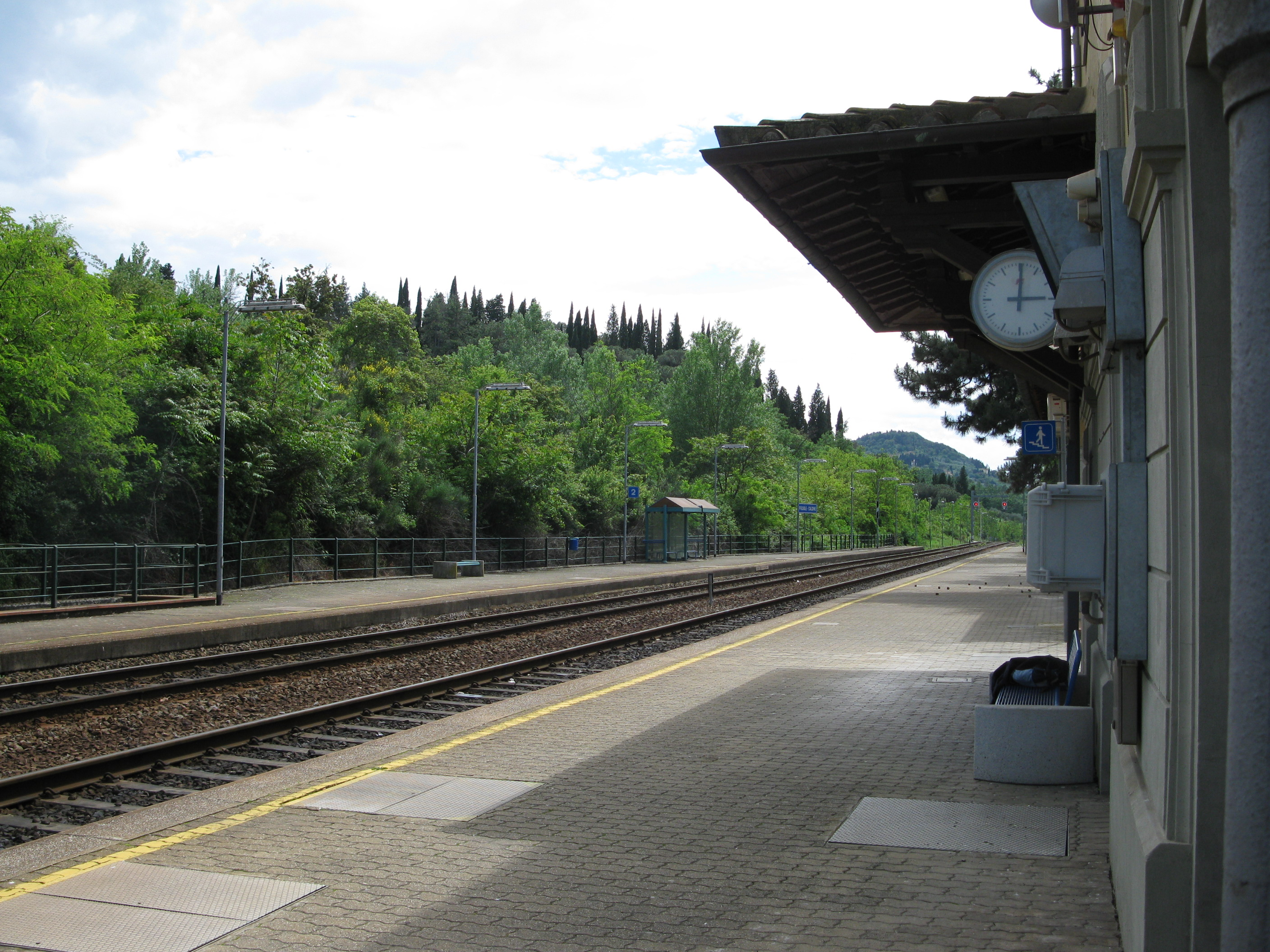
La banchina del primo binario e l'orologio della stazione

Il fabbricato viaggiatori, costruito nel 1934, si presenta come un immobile a pianta rettangolare, a due livelli, con l'esterno del piano terra in bugnato. La fascia inferiore al tetto è dipinta con decorazioni ed è presente una pensilina in legno sull'angolo meridionale della struttura.
A sud-ovest del fabbricato viaggiatori sono presenti due edifici di servizio, il buffet e la ritirata, che sono stati riconvertiti rispettivamente a sede di un'azienda privata e di un'associazione locale.
Il piazzale è dotato di tre binari: uno tronco, a servizio del dismesso scalo merci, e poi quello di scalo a fianco di quello di corsa.
Il primo e il secondo binario sono serviti da altrettante banchine, collegate tra loro da un sottopassaggio.

## Movimento

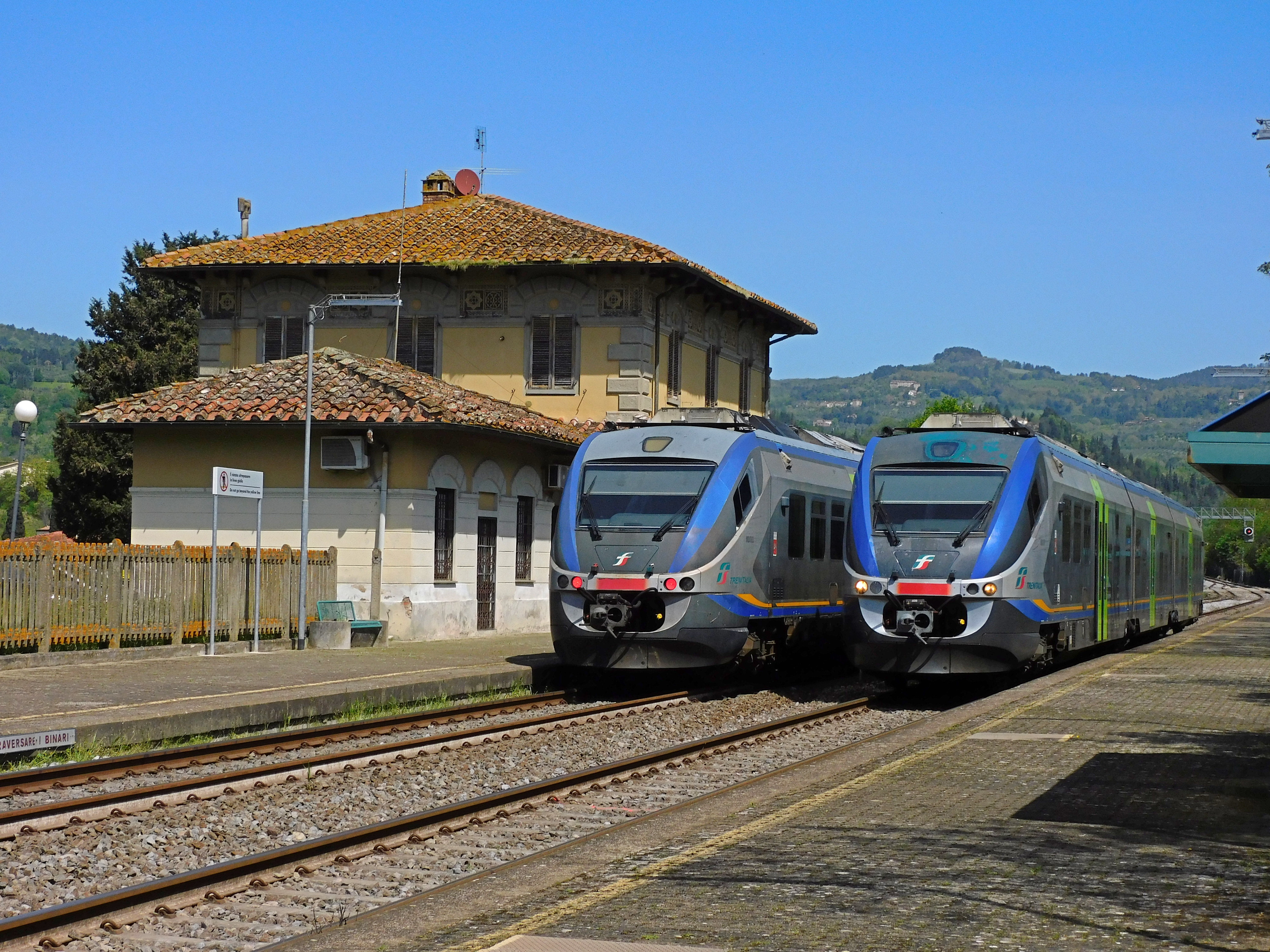
Incrocio fra Minuetti Diesel.

La stazione è servita dai treni regionali Trenitalia delle relazioni Firenze Santa Maria Novella-Vaglia-Borgo San Lorenzo e Firenze Santa Maria Novella-Faenza.
Il traffico è regolato dal Dirigente Centrale Operativo di Firenze Campo di Marte.

## Servizi
La stazione dispone di:
- Biglietteria automatica
- Sala d'attesa
- Servizi igienici

## Interscambio
- Fermata autobus